# Comuna Izvoru Crișului, Cluj
Izvoru Crișului (în maghiară Körösfő) este o comună în județul Cluj, Transilvania, România, formată din satele Izvoru Crișului (reședința), Nadășu, Nearșova și Șaula.

## Lăcașuri de cult
- Biserica Reformată-Calvină. Tavanul cu casete a fost creat de Lörinc Umling în anul 1764. Biserica a fost reconstruită în 1690.
- Biserica de lemn din Nadășu "Sf. Mihail și Gavriil" (1720-1730).

## Obiective turistice
- Rezervația de liliac sălbatic (Syringa vulgaris).
- Biserica de lemn din Nadășu
- Biserica reformată din Izvoru Crișului

## Demografie
Componența etnică a comunei Izvoru Crișului
     Maghiari (79,56%)
     Români (15,66%)
     Alte etnii (4,78%)
Componența confesională a comunei Izvoru Crișului
     Reformați (78,37%)
     Ortodocși (14,82%)
     Alte religii (1,62%)
     Necunoscută (5,2%)
Conform recensământului efectuat în 2021, populația comunei Izvoru Crișului se ridică la 1.424 de locuitori, în scădere față de recensământul anterior din 2011, când fuseseră înregistrați 1.632 de locuitori. Majoritatea locuitorilor sunt maghiari (79,56%), cu o minoritate de români (15,66%). Din punct de vedere confesional, majoritatea locuitorilor sunt reformați (78,37%), cu o minoritate de ortodocși (14,82%), iar pentru 5,2% nu se cunoaște apartenența confesională.

## Politică și administrație
Comuna Izvoru Crișului este administrată de un primar și un consiliu local compus din 9 consilieri. Primarul, Vasile Bodiș[*], de la Uniunea Democrată Maghiară din România, este în funcție din 2016. Începând cu alegerile locale din 2024, consiliul local are următoarea componență pe partide politice:
|  | Partid                                 | Consilieri | Componența Consiliului | Componența Consiliului | Componența Consiliului | Componența Consiliului | Componența Consiliului | Componența Consiliului |
|  | -------------------------------------- | ---------- | ---------------------- | ---------------------- | ---------------------- | ---------------------- | ---------------------- | ---------------------- |
|  | Uniunea Democrată Maghiară din România | 6          |                        |                        |                        |                        |                        |                        |
|  | Alianța Maghiară din Transilvania      | 2          |                        |                        |                        |                        |                        |                        |
|  | Partidul Național Liberal              | 1          |                        |                        |                        |                        |                        |                        |

### Evoluție istorică
Populația comunei a evoluat de-a lungul timpului astfel:
Izvoru Crișului - evoluția demografică

|  | Graficele sunt indisponibile din cauza unor probleme tehnice. Mai multe informații se găsesc la Phabricator și la wiki-ul MediaWiki. |

Date: Recensăminte sau birourile de statistică - grafică realizată de Wikipedia

## Galerie de imagini

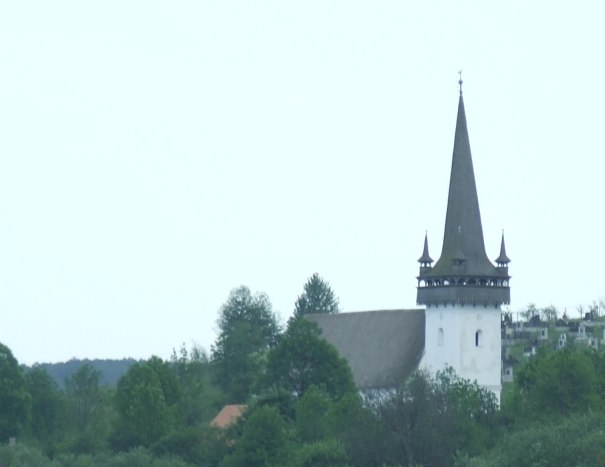
Biserica Reformată-Calvină din Izvoru Crișului
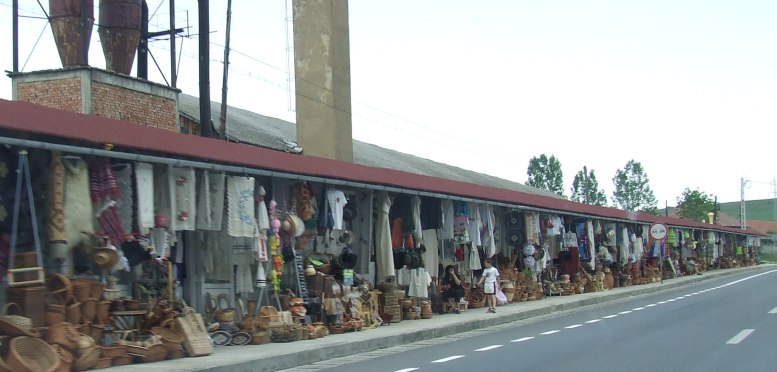
Stradă în Izvoru Crișului
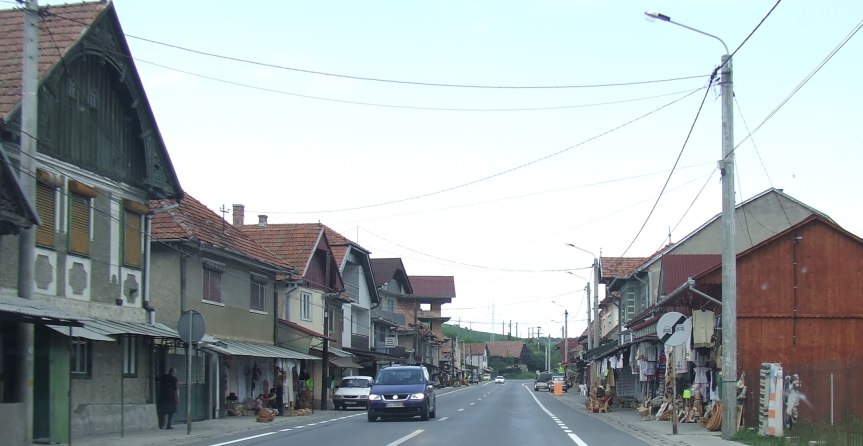
Stradă în Izvoru Crișului
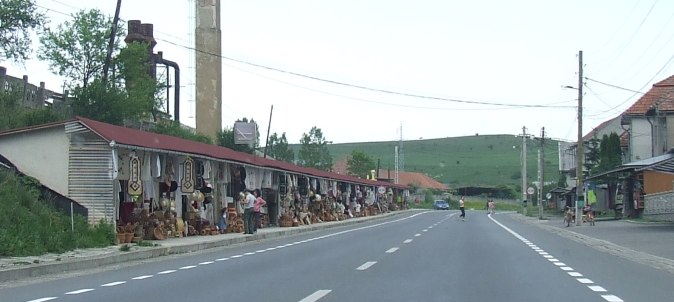
Stradă în Izvoru Crișului
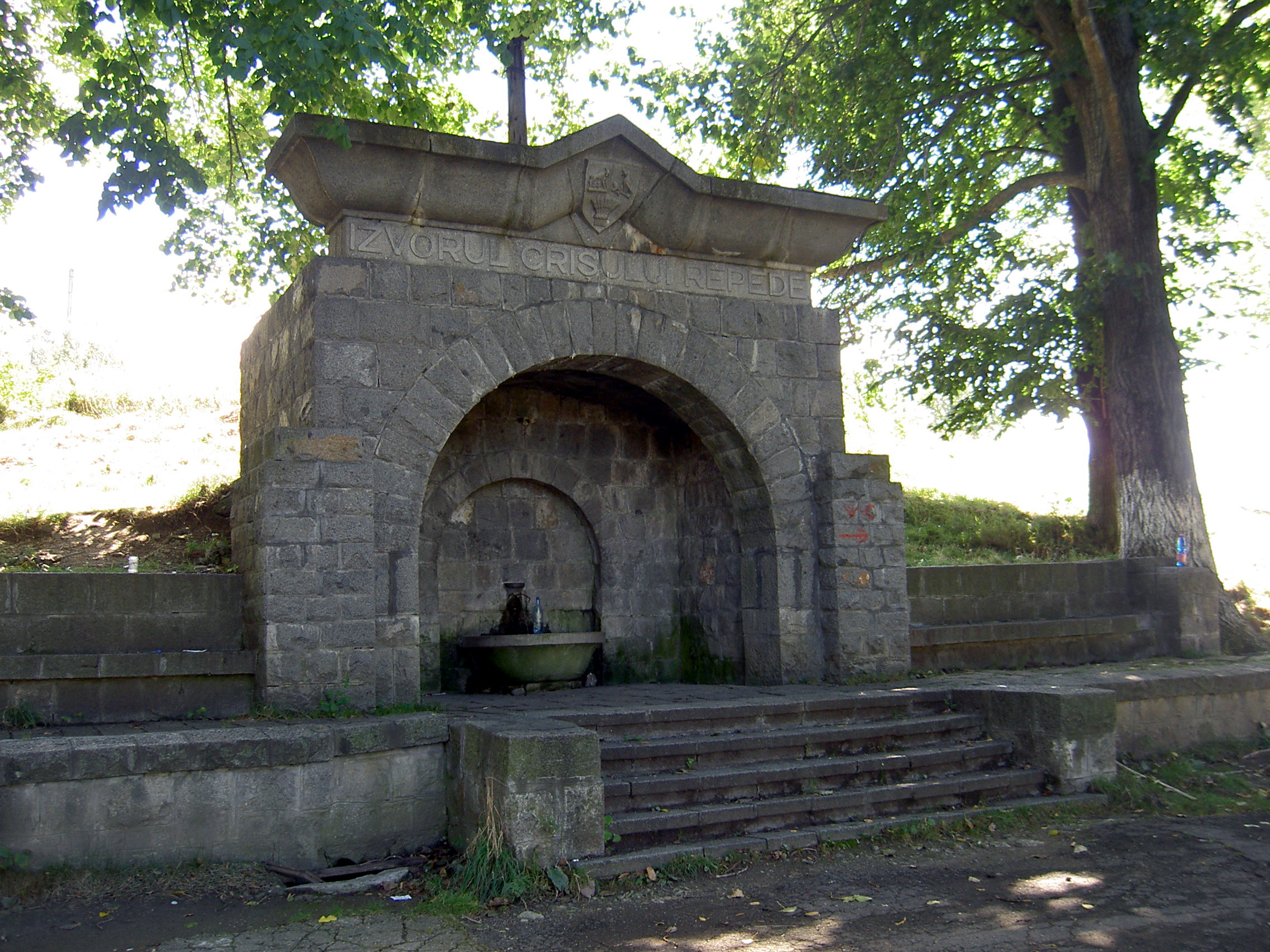
Izvorul Crișului Repede
Biserica Reformată-Calvină
Școala generalǎ
In memoriam VASARI PAL - 1848
Izvoru Crișului - o zi obișnuită de lucru
Izvoru Crișului - Ocupații tradiționale
Gospodării noi în Izvoru Crișului
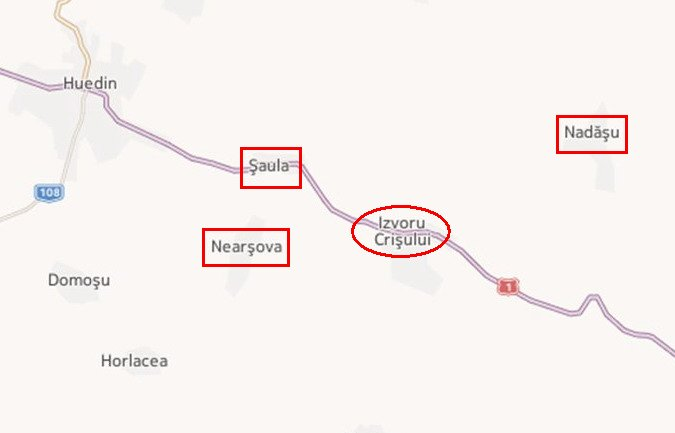
Comuna Izvoru Crişului și satele componente